# Олга Калитурина
Олга Калитурина (рођ. 9. марта 1976) је руска атлетичарка
која се такмичила у дисциплини скок увис.
У својој каријери освојила је сребрну медаљу на Светском првенству 1997. одржаном у Атини и две бронзане медаље на Европским првенствима.
Калитурина је удата за скакача удаљ и у боб такмичара Кирила Сосунова заслужног мајстора спорта.
Лични рекорди
на отвореном 1,98 Москва, Русија 7. август 2004.
у дворани 1,97 Стокхолм, Шведска 6. фебруар 2002.

### Значајнији резултати
| Год. | Такмичење                       | Место            | Плас. | Рез. |
| ---- | ------------------------------- | ---------------- | ----- | ---- |
| 1997 | Светско првенство на отвореном  | Атина, Грчка     | 2     | 1,96 |
| 1997 | ИААФ Велика награда финале      | Фукуока, Јапан   | 7     | 1,90 |
| 2000 | Европско првенство у дворани    | Гент, Белгија    | 3     | 1,96 |
| 2002 | Европско првенство на отвореном | Минхен, Немачка  | 3     | 1,89 |
| 2003 | Светско првенство на отвореном  | Париз, Француска | 11    | 1,90 |